# En concierto (álbum)
En Concierto (lanzado en los Estados Unidos como In Concert ) es un álbum en vivo de 1983 de Julio Iglesias grabados en varios escenarios del mundo como el Royal Albert Hall, Japón y París.

## Lista de Pistas
1. Obertura Medley	(1:40)

- La Guerra De Los Mundos
- Abrazame

1. Begin The Beguine (Volver A Empezar)	2:28
2. Pensami (Júrame)	4:00
3. Vivir A Dos	2:40
4. Grande, Grande, Grande	3:30
5. Contando A Francia	(4:00)

- Que Reste-Il De Nos Amours
- La Vie En Rose
- La Mer

1. Momentos	3:40
2. As Time Goes By (De La película Casablanca)	3:25
3. Cantando A Latinoamérica I	(6:20)

- Sabor A Mi
- Noche De Ronda
- Cucurrucu Paloma

1. Homenaje A Cole Porter	(2:40)

- Night And Day
- True Love
- I Love Paris

1. Feelings	3:15
2. Hey	4:10
3. Nathalie	3:08
4. Obertura Medley	(1:30)

- La Guerra De Los Mundos
- Obertura 83

1. Quijote	3:22
2. Fidele (Amantes)	3:14
3. De Niña A Mujer	1:50
4. Ou Est Passee Ma Boheme "Quiéreme Mucho" (Cantando Por La Niña Vanessa)	1:05
5. Cantando A Latinoamérica II	(8:50)

- La Flor De La Canela
- Moliendo Café
- Recuerdos de Ypacarai
- Guantanamera
- Quizás, Quizás, Quizás

1. Samba Da Minha Terra	2:08
2. Un Canto A Galicia	3:24
3. Quand Tu N'es Plus La (Caminito)	1:30
4. Un Sentimental	2:45
5. Cantando A México	(5:20)

- Ella
- El Rey
- María Bonita

1. Me Olvide De Vivir	4:10
2. La Paloma Blanca	1:39